# Улица Каука
У́лица Ка́ука — улица в микрорайоне Сибулакюла (в переводе: «Луковая деревня») района Кесклинн (эст. Kesklinn — «Центр города») Таллинна.
Улица тянется от улицы Кентманн до улицы Лаутери, пересекая улицы Каупмехе и Лембиту. На улице Каука находится парк Лембиту; точнее, улица Каука является одной из четырёх улиц, очерчивающих его с четырёх сторон (остальные три: Лаутери, Вамбола и Лембиту). Зданий, имеющих регистровый адрес улицы Каука, нет; дома, стоящие рядом с улицей Каука, имеют регистровые адреса соседних улиц. Протяжённость улицы Каука — 296 м.
До 1959 года улица называлась Купеческий переулок (эст. Kaupmehe põik).
С 25 сентября 1959 года улица называлась улицей Рудольфа Вакмана.
Своё нынешнее название улица Каука носит с 18 октября 1991 года.

## Галерея

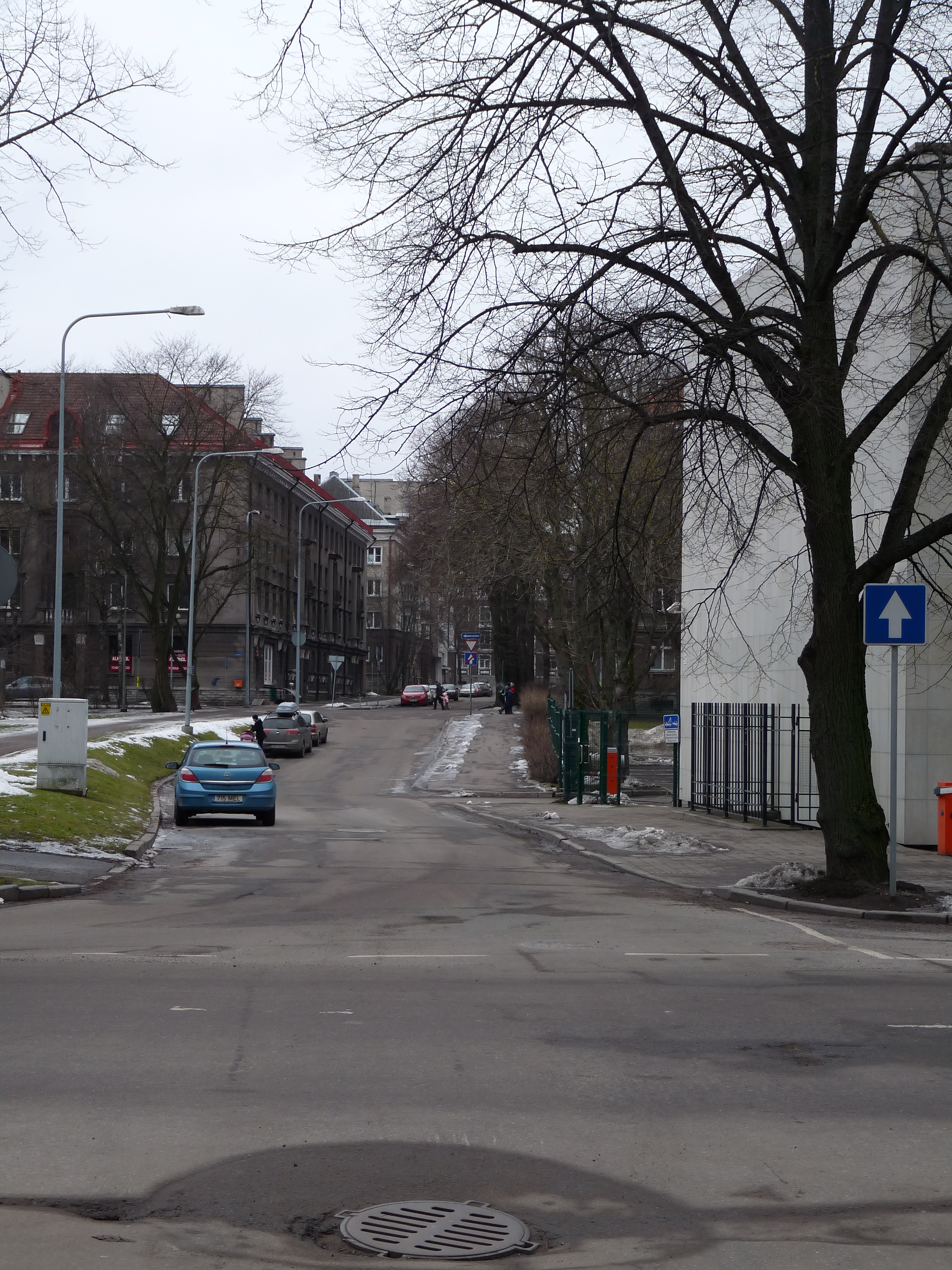
Начало улицы Каука
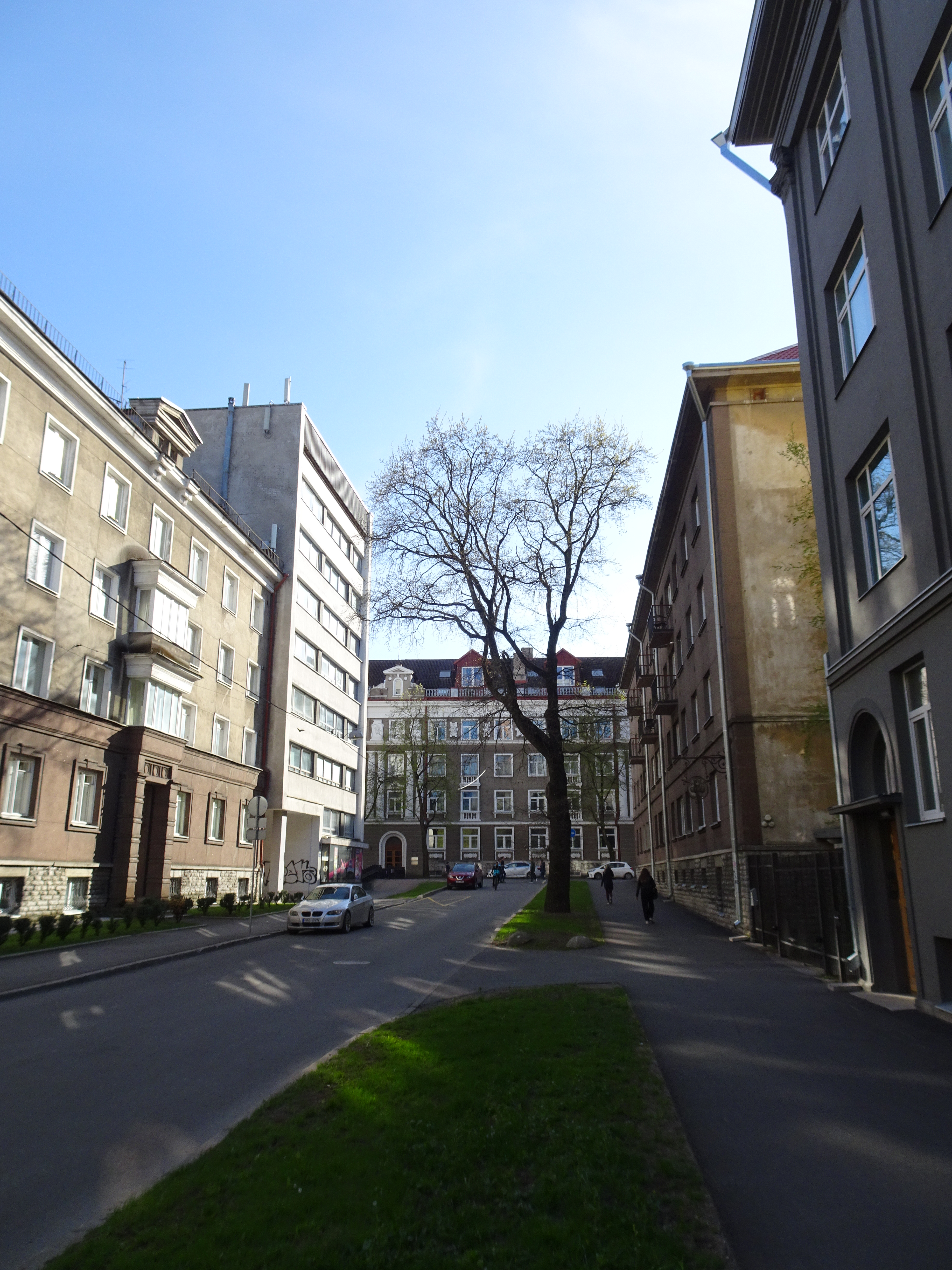
Улица Каука в мае 2022 года